# Chud Rab Kaek
 (mars 2017).
Si vous disposez d'ouvrages ou d'articles de référence ou si vous connaissez des sites web de qualité traitant du thème abordé ici, merci de compléter l'article en donnant les références utiles à sa vérifiabilité et en les liant à la section « Notes et références ».
Albums de Bird McIntyre
Smile Club
(2001) Volume.1
(2005)
Singles
1. Faen Ja
Sortie : 2002
2. Ma Thammai
Sortie : 2002

Chud Rab Kaek est le neuvième album studio de Bird McIntyre, sorti en 2002.
Cet album s'est vendu à environ 3 millions d'exemplaires,. 

## Liste des titres
| 1.    | Faen Ja (feat. Jintara Poonlarp, Katterya English, Meria Bernatti) |  |
| 2.    | Ma Thammai (feat. Jintara Poonlarp)                                |  |
| 3.    | Roo Mai Wa Chan Kid Tueng                                          |  |
| 4.    | Chart Kon Malee Chart Nee Karon                                    |  |
| 5.    | Yarng Raeng                                                        |  |
| 6.    | Kaew Ta Kaew To                                                    |  |
| 7.    | Yark Pen Faen Ther                                                 |  |
| 8.    | Tong Thoad Daw                                                     |  |
| 9.    | Ten Ram Tham Krua                                                  |  |
| 10.   | Ban Khong Rao                                                      |  |
| 11.   | Sawaddee Pee Mai                                                   |  |
| 55:16 |                                                                    |  |